# Cuarteto de cuerda n.º 8 (Shostakóvich)

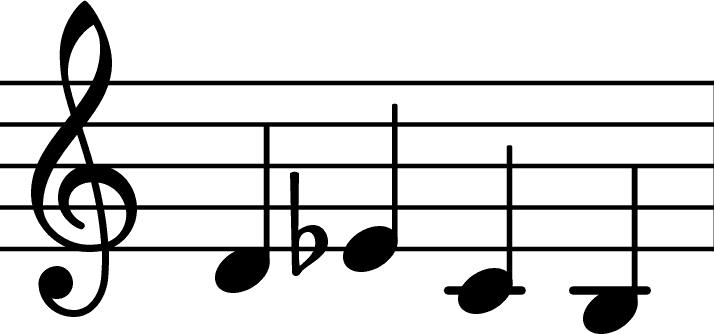
El motivo DSCH.

El Cuarteto de cuerda n.º 8 en do menor, op. 110 es una obra de música de cámara compuesta en 1960 por el compositor ruso Dmitri Shostakóvich. Se trata de una de sus obras más conocidas y tocadas, de la cual ciertos temas fueron reutilizados por el compositor en otras obras.

## Contexto histórico
Desde 1959, Shostakovich sufría de poliomielitis, así que se dirigió a los alrededores de Dresde, oficialmente para escribir la música de la película Cinco días y cinco noches, extraoficialmente para recibir tratamientos. Impresionado por la vista de la ciudad devastada, dedicó el cuarteto (escrito en tres días del 12 al 14 de julio de 1960) a "las víctimas de la guerra y del fascismo", dentro de las cuales se contaba, según su hija Galina.
Se le atribuyen a Shostakovich las siguientes citas referentes a ese cuarteto :
« Me dije que después de mi muerte nadie compondría una obra en memoria mía. Así que decidí componer una yo mismo…»
« El tema principal de ese cuarteto son las notas D. Es. C. H., es decir mis iniciales, y cité algunas de mis obras. ¡Una pequeña antología! »

El cuarteto n.º 8 fue estrenado el 2 de octubre de 1960 por el cuarteto Beethoven en Leningrado. Así mismo, fue orquestado por Rudolf Barshái, en 1967 y renombrado, con el acuerdo de Shostakovich, Sinfonía de Cámara.

## Estructura
La ejecución dura aproximadamente 20 minutos en cinco movimientos:
1. Largo
2. Allegro molto
3. Allegretto
4. Largo
5. Largo

El monograma musical DSCH predomina netamente, directamente o en transposición; se le yuxtaponen un cierto número de temas tomados de otras obras:
- en el primer movimiento, referencias a sus sinfonías n.º 1 y n.º 8.
- en el segundo movimiento, un tema judío enunciado en el trío para piano n.º 2.
- en el tercer movimiento, el tema del Concierto para Chelo n.º 1.
- en el cuarto movimiento, el tema ruso y el aria "Seryozha mi amor" del tercer acto de la ópera Lady Macbeth del distrito de Mtsensk.
- el quinto movimiento también hace referencia a motivos de Lady Macbeth.

## Anécdota
Rostropóvich ha contado que regresando de una serie de conciertos, Shostakovich le hizo escuchar una grabación de los ensayos del cuarteto n.º 8 por el Cuarteto Beethoven. «Por fin he escrito una obra que quisiera que tocaran durante mi entierro», le habría dicho en lágrimas [cita requerida].

## Discografía selectiva
- Cuarteto Borodín, integral de los cuartetos de cuerda Shostakovich, Melodiya BMG, 1997.

- Cuarteto Beethoven, cuartetos 7, 8 y 10, Melodiya BMG